# Варвянське
Варвянське — колишнє село в Україні, у Решетилівському районі Полтавської області.
Село позначене на 3-версній карті 1860-1870-х рр. як хутір Варваренки на 39 дворів. Коли відбулася видозміна назви, невідомо.
Село зняте з обліку рішенням Полтавської обласної ради від 27 вересня 2000 року.